# Kalâa des Beni Abbès
La Kalâa des Beni Abbès (en arabe : قلعة بني عباس, en berbère : ⵍⵇⵍⵄⴰ ⵏ ⴰⵝ ⵄⴱⴱⴰⵙ, Lqelεa n Ayt Ɛebbas) est une ancienne citadelle d'Algérie, capitale du Sultanat des Beni Abbès, fondée au XVIe siècle dans les Bibans et presque totalement détruite lors de la révolte des Mokrani en 1871.

## Situation

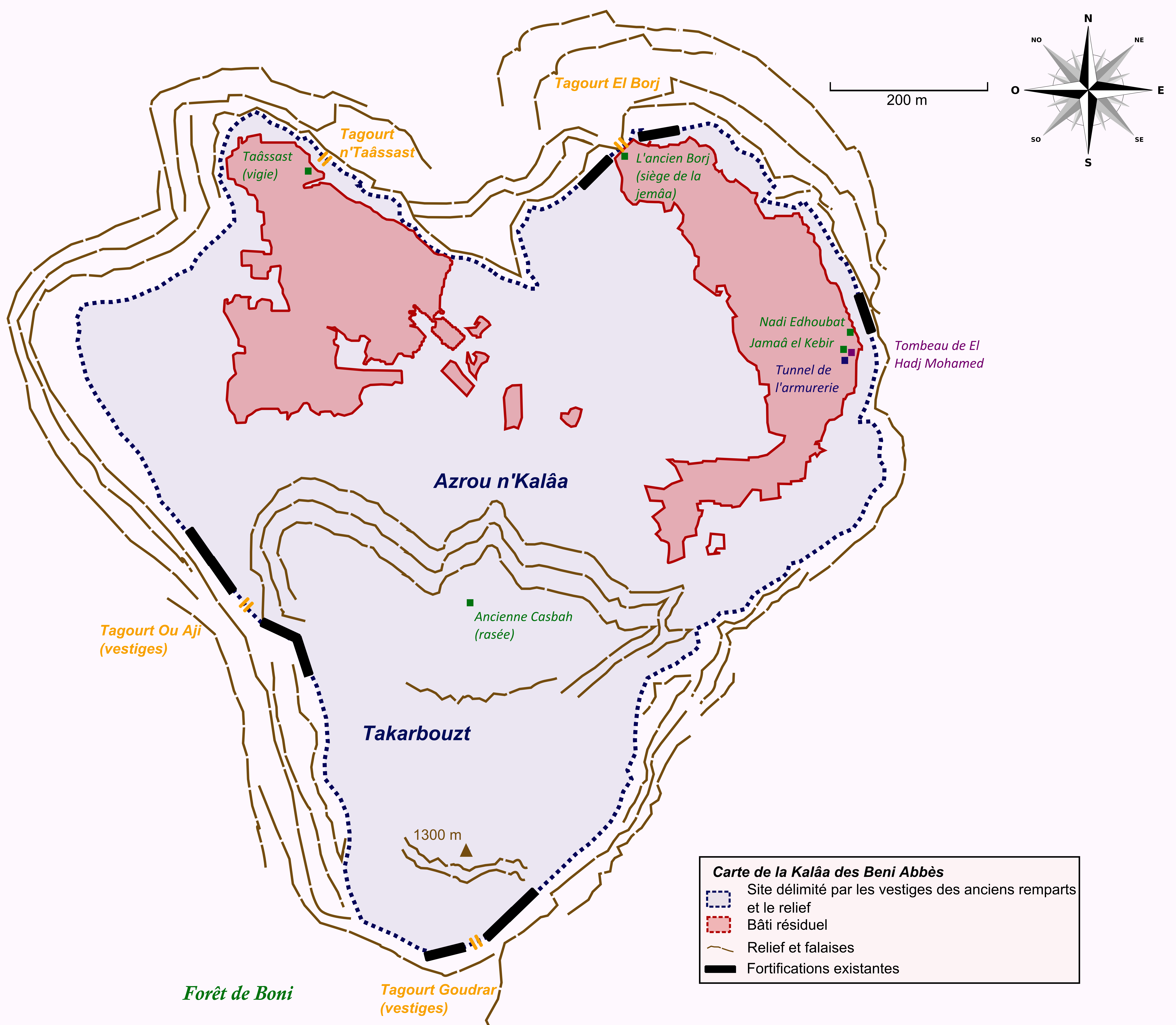
Site de la Kalâa des Beni Abbès

La Kalâa des Beni Abbès, est un important village de Kabylie en Algérie, et une ancienne cité et capitale d'un royaume local du XVIe au XIXe siècle, comme en témoignent ses nombreux vestiges. Elle est rattachée à l'actuelle commune algérienne d'Ighil Ali (wilaya de Béjaïa). Le site se trouve à 11 km à l'Ouest de Ighil Ali, à 7 km au nord de Teniet En Nasr, à une trentaine de kilomètres au Nord-Ouest de Bordj Bou Arreridj et à près de 60 km au sud-ouest de Béjaïa.
La Kalâa, épousant le relief (en forme de cœur) est bâtie sur un plateau rocheux d'une superficie de 400 hectares dans la chaîne des Bibans, à près de 1 000 mètres d'altitude.

## Toponymie
L’appellation de Kalâa des Beni Abbès est relative à Abdelaziz El Abbès, fils du dernier sultan hafside de Béjaïa, dont les exploits lui ont valu que son nom soit rattaché à la Kalâa.
La Kalâa des Beni Abbès n’est mentionnée par aucun auteur avant cette date ; cependant, El Mérini, un auteur maghrébin du XVIe siècle mentionne que les fils du roi de Béjaia se sont réfugiés dans la Kalâa d'El Ouennougha, qui, selon certains auteurs, est l’actuelle Kalâa des Beni Abbès (la chaine des Bibans se nommait El Ouennougha avant la colonisation française).

## Histoire
La Kalâa des Beni Abbès est le berceau et le cœur du Sultanat des Beni Abbès ou "royaume berbère des Ath Abbes" (1510-1872), un royaume puissant qui a connu plusieurs émirs durant le règne de l'empire ottoman.
Comme son nom de « Kalâa » l’indique, il s'agit d'une citadelle protégée naturellement par les précipices qui l’entourent à pratiquement 360° mais aussi par des remparts ; la seule voie accessible actuellement par véhicule aboutit à l’entrée du village où subsiste un pan du rempart protégeant l’ancienne ville, qui selon l’Encyclopédie de l'Islam avait une population de 80 000 habitants dans les temps anciens. Elle a été bâtie sur le modèle de la Kalâa des Béni Hammad : position stratégique, accès difficile, portes gardées et muraille tout autour.

### Époque Hammadide
Le site de Kalâa était un fort hammadide lié à la Kalâa des Béni Hammad qui abrite un contingent militaire pour assurer le contrôle du passage stratégique des « portes de fer » (Bibans) ainsi que la vallée de la Soummam et une étape du triq sultan, le site comportait : 
- le fort militaire hammadide : il n’en reste actuellement que des vestiges sur les lieux appelés Akhriv Ouziri (ruines de Ziri) ;
- la place d’armes hammadide : lieu de présentation des troupes situé devant la Grande Mosquée, appelé actuellement Loudha Laâli ;
- la fonderie de Kalâa (1366-1871) : les Français explorateurs et des officiers de l’armée française ont signalé l’existence de pièces d’artillerie de gros calibre trouvées à Kalâa entre 1848 et 1865. Charles Féraud (officier traducteur) a signalé dans la Revue Africaine, l’essor qu’ont connu ces canons appelés par les spécialistes « Tours de force » vu leur volume et leur poids.

### Époque Hafside
La Kalâa s’est développée avec la fin du règne du dernier sultan hafside de Béjaïa, Abou El Abbés Abdelaziz, lorsque les deux fils de ce dernier, l’Émir Abdrrahman et l’Émir El Abbés et une partie des habitants de Béjaïa, fuyant l'occupation espagnole de la ville, conduite par Pedro Navarro en 1510, s'y sont réfugiés à la casbah fortifiée pour échapper aux mêmes atrocités, commises par les Espagnols à Oran lors de la conquête de cette ville et ils ont constitué les premiers habitants de la Kalâa. Au XVIe siècle la Kalaa est une ville forteresse de 70 000 habitants, rivalisant alors avec Tunis, elle compte en son sein un quartier andalou et un quartier juif doté d'une synagogue. Elle sera dirigée par les descendants du dernier roi hafside de Béjaia pendant plus d'un siècle, c'est parmi cette même lignée que seront recrutés les grands chefs des Béni Abbas jusqu'au début de la colonisation française dont le dernier est le Cheikh El Mokrani.

### Époque de la Régence d’Alger
Les fils du sultan Abdelaziz ont choisi le site de la Kalâa au XVIe siècle pour sa difficulté d’accès et sa position défensive afin d'édifier leur capitale; la Kalâa comportait pendant cette période : 
- le palais royal (aucune trace n’en reste) ;
- le quartier entourant le palais royal dont il reste des vestiges à ce jour. Un explorateur français[Qui ?] a réalisé une esquisse d’une maison de Kalâa composée d’une cour intérieure et un rez-de-chaussée et d’un étage, avant que Kalâa ne soit saccagée par le général d’Armand en août 1871. Certaines parties du quartier ont été totalement reconstruites ; toutefois, le cachet architectural originel demeure en plusieurs endroits, des portails portent encore des gravures réalisées par les sculpteurs mauresques de l’Andalousie ;
- les remparts : jusqu’à ce jour on peut observer les vestiges de fortes murailles dans certaines zones notamment à Thagurth Ou Aji (porte de Aji, à l’entrée de Kalâa) et à Thagurth El Bordj (la porte de la citadelle, entrée nord-est) appelé S’Sour Ouroumi ;
- les sites historiques : mosquées, mausolées et garnisons militaires, Kalâa compte au total 14 mosquées et mausolées.

En 1553, la kalaa connait la première expédition ottomane, le mur d’enceinte de la kalaa est édifié à la suite de cette expédition.

### Colonisation française
La Kalâa était choisie par l'émir Abd el-Kader comme base de son projet d’extension du soulèvement dans l’Est algérien.
Pendant la guerre d’Algérie, dès 1956, les bombardements ont commencé alentour. En 1958, Kalaa fait partie des 17 villages du nord de la Petite Kabylie déclarée zone interdite et vidée de ses habitants, dans le cadre du plan Challe. Afin de priver les combattants algériens, de ravitaillement et de soins auprès des villageois. Le village comptait plus de 4 000 habitants avant la guerre
Pendant la guerre d'Algérie, le colonel Amirouche voulait en faire le siège du Congrès de la Soummam. En effet cette cité, ancienne capitale des Mokrani, était un symbole pour les indépendantistes. Cependant des risques de fuites pouvant informer l'armée française sur le lieu du congrès l'ont poussé à changer pour les villages d'Ifri et Ighbane.

## Sites et monuments historiques
Le site de la Kalâa des Beni Abbès est classé secteur sauvegardé national depuis 2015.

### Mausolée du sultan Ahmed
Le mausolée (dit Djamâa Sidi H’Med Ousahnoun) est construit en pierres de maçonnerie, son toit est couvert de tuiles rondes. On constate que cette couverture a subi plusieurs modifications vu l’âge des troncs d’arbres utilisés comme charpente (poutres et poutrelles), un spécialiste de l’architecture mauresque a confirmé que le style d’arcades provient de Cordoue (Espagne mauresque). Ahmed Amokrane succède à son frère Abdelaziz Ben Abbès en 1559, il obtient le tire d'Amokrane.
Le mausolée a la forme d'une petite mosquée composée d’une salle de prières dotée d'un mirhab, une véranda légère du côté de la façade principale et un jardin utilisé comme cimetière, en arrière-plan vers le coin à droite se trouve la tombe de Ahmed haute de 20 cm.

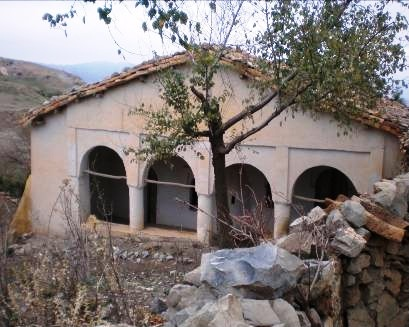
Vue générale du mausolée.
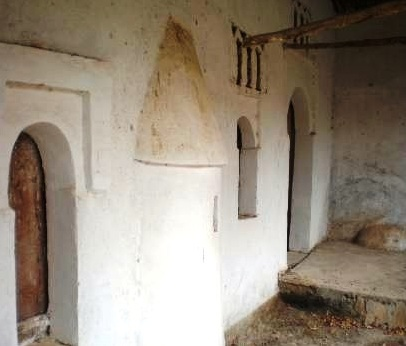
La véranda du mausolée.
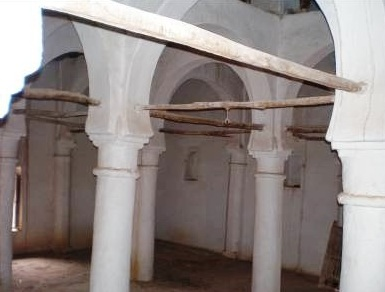
Éléments d’architecture du mausolée.

### Mosquée à arcades
La grande mosquée ou Djamaa El Kébir a été fondée au XVIe siècle par Ahmed Amokrane, troisième souverain du royaume des Béni Abbès. C’était aussi le siège où le sultan rendait justice entre ses sujets. Fonctionnelle jusqu’à ce jour, elle a été restaurée en 1913.
La mosquée comprend une salle de prières dotée d’un minbar, possède trois rangées de piliers de forme carrée (parallélépipède), un minaret de forme circulaire au côté droit et un jardin dans lequel est enterré Cheikh El Mokrani, héros de l’insurrection de 1871. La France lui a rendu hommage par une inscription funéraire dont les débris (fragments) sont collés sur la fresque réalisée à l’occasion du 125e anniversaire de sa mort par les autorités locales..

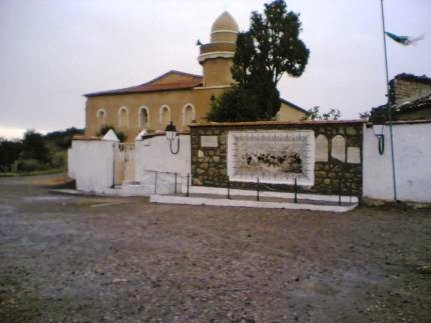
Vue générale de la grande mosquée.
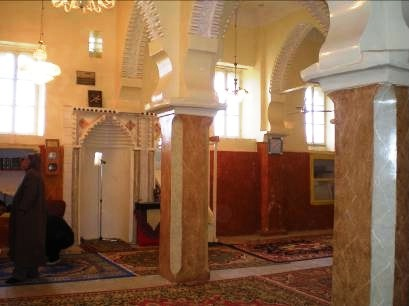
Éléments d’architecture de la grande mosquée.
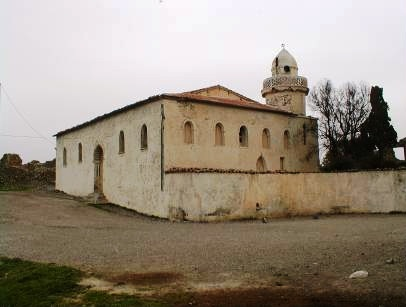
Façade principale de la mosquée.
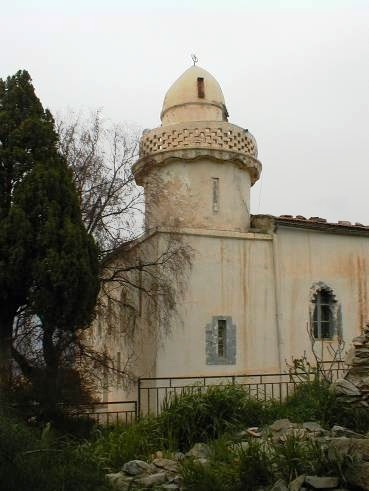
Le minaret circulaire de la grande mosquée.
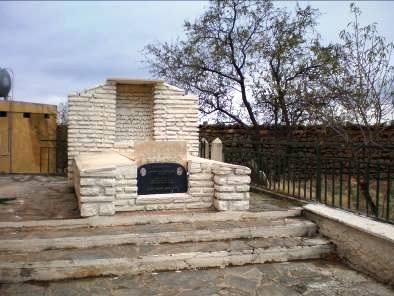
Le tombeau de Hadj Mohamed El Mokrani.

### Medersa de la Kalâa
La réalisation de la Medersa de Kalâa a été commencée par l’association des oulémas musulmans algériens. La première pierre pour la construction de l’édifice a été posée par Abdelhamid Ben Badis en 1934. Sa réalisation a mis à contribution tous les habitants du village (suivant les règles de la traditionnelle Touiza), elle a été achevée totalement en 1936. La Medersa de Kalâa des Béni Abbes est la deuxième école d’Algérie, fondée par l’association des oulémas, après celle de Constantine.
Durant le mouvement national, la Medersa a joué un rôle important en tant que centre de formation patriotique. Si dans la journée, elle se consacre à sa mission originelle d’école, la nuit, elle se transforme en véritable centre culturel avec : conférences, récitation de chants patriotiques, pièces de théâtre, au profit notamment de la jeunesse.

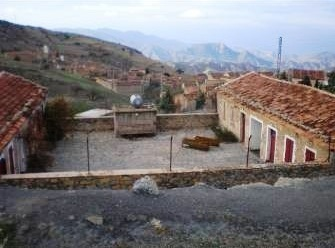
La cour et les classes de la médersa
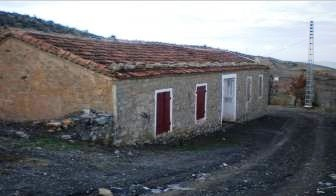
Façade principale de la médersa
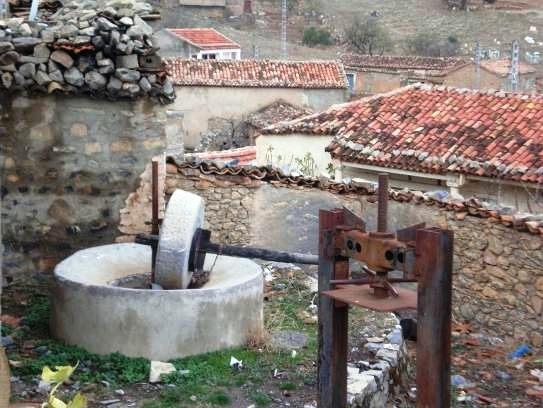
Presse à huile traditionnelle

### Autres faits marquants à la Kalaa
Nadi Edhoubat est un tribunal militaire dit café Boumezrag, actuellement en état de ruines, il est formé d’un grand salon qui est utilisé comme café, une cour intérieure entourée d’autres pièces.
La porte principale initiale de Kalâa appelée Thagurth Gudhrar (porte de montagne) située au voisinage de Thakarvouzt (qui signifie housse avant de la selle du cheval), elle est située sur une colline dominante (1 300 m d’altitude). C'est également un poste de vigie dont il ne reste que des vestiges de murs en mortier. Kalâa abrite également une poudrière souterraine de Mokrani.
Après la défaite des Mokrani en 1871, les Français ont découvert quatre grands canons, ils seront exposés au musée de Constantine pour un temps puis au musée du Louvre à Paris où ils se trouvent actuellement. L’un de ces canons comporte des caractères arabes qui indiquaient le nom du souverain et celui du confectionneur ainsi que la date de sa fabrication. La cartouche portait les mentions suivantes (traduction approximative de l’arabe) : « Sur ordre du commandeur des croyants Abdelaziz Al Abbassi « Nassarahou Allah » a été fabriqué (ce canon) par Aldj Hassan Erroumi (…)  767 hijri ».
Hamdane Khodja (écrivain algérien) a visité Kalâa au cours de l’année 1830. Il a signalé dans son ouvrage Le Miroir l’existence d’une industrie d’armement à Kalâa où on fabrique des armes blanches (épées, coutelas) et des armes à feu  (pistolets, arquebuses, poudre…). Des canons de pistolets et d’arquebuses et des boules de canon ont été retrouvés sur le site et sont versés au musée du village.
Dans son ouvrage intitulé la Kalâa des Béni au XVIe siècle, Youcef Benoudjit a cité les différents lieux de fabrication d’armes dans la région des Béni Abbès : il s’agit de la fonderie principale de Kalâa, de Thazaïrt (Ighil Ali), de Thalefsa et de Boudjlil. Il est fort possible que ce tissu industriel ait été saccagé par le Général d’Armand en août 1871 après l’occupation de Kalâa.

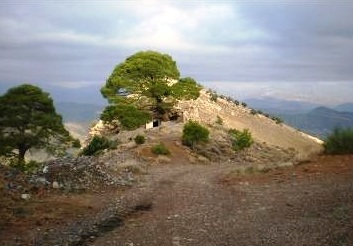
Thagurt Ou Aji
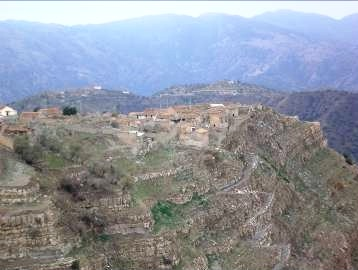
Taâssasth (la vigie)
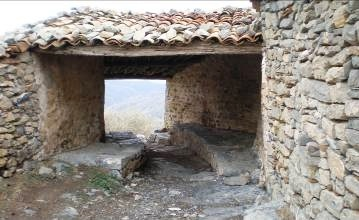
Thagurt El Bordj (Porte de la citadelle)

## Démographie
Historiquement, la Kalâa à son apogée comptait environ 80 000 habitants. Avant la Guerre d'Algérie, le village comptait 4 000 habitants, alors qu'il ne compte désormais que 325 habitants, à la suite d'une émigration vers le chef-lieu Ighil Ali mais aussi les grandes villes de Bordj Bou Arreiridj, Alger, Constantine et Oran.

## Sociologie, culture et traditions
La Kalâa Beni Abbès est rattachée avec l'ensemble des villages aux alentours, à la tribu des Aït Abbas. Ces villages correspondent plus ou moins au territoire de la commune d'Ighil Ali.

### Sociologie
Selon Charles Farine, qui a visité la Kalâa au XIXe siècle, la ville était divisée en quatre quartiers qui correspondaient à quatre factions : les Ouled Hamadouch, les Ouled Yahya Ben Daoud, les Ouled Aïssa et Ouled Chouarickh. Le dernier quartier était déjà complètement ruiné au XIXe siècle par les luttes internes à la ville, il n'en restait donc plus que trois. De plus, à l'époque de son voyage, la casbah (qui est un ensemble militaire architectural à part) construite par le Sultan Ahmed au XVIe siècle est en ruine. Les trois quartiers de la Kalâa sont séparés par des murs à cause des rivalités et conflits armés entre les quartiers. Chaque quartier a sa djemâa et son amin pour l'administrer.
La ville jouit d'un statut particulier dans la tribu des Aït Abbas car elle ne fait partie d'aucun des soff (factions) qui la composent ; en revanche en cas de conflit elle doit fournir un contingent de combattants aux Aït Abbas. De plus, à l'époque, les mœurs ont l'air plus citadines, comparées aux autres villages kabyles marqués par la ruralité.

#### Sources primaires
- Charles Farine, À travers la Kabylie, Paris, Ducrocq, 1865, 419 p.